# Batallas de Kawanakajima
Las batallas de Kawanakajima (川中島の戦い Kawanakajima no tatakai?)
fueron una serie de conflictos bélicos durante el período Sengoku de la historia de Japón entre las fuerzas de los legendarios rivales Takeda Shingen y Uesugi Kenshin.
Las cinco batallas se desarrollaron en 1553, 1555, 1557, 1561 y 1564; siendo la más importante y conocida la que se peleó el 10 de septiembre de 1561.
Las batallas comenzaron después de que Shingen conquistó la Provincia de Shinano, desplazando a Murakami Yoshiharu y Ogasawara Nagatoki, los cuales buscaron el apoyo de Kenshin desatando los eventos subsecuentes.

## Primera Batalla
En la Primera Batalla de Kawanakajima de junio de 1553, Shingen penetró en la llanura de Kawanakajima, donde su avanzada se encontró con las fuerzas de Kenshin en el templo a Hachiman. Las tropas de Shingen se retiraron y se volvieron a encontrar unos poco kilómetros adelante, pero realmente no se llevó a cabo una batalla decisiva. 

## Segunda Batalla
En 1555 se desarrolló la Segunda Batalla de Kawanakajima, también conocida como la Batalla de Saigawa, la cual comenzó cuando Shingen regresó a Kawanakajima avanzando por el Río Sai. Shingen plantó un campamento en una colina en la parte sur del río, mientras que Kenshin había acampado justo al este del Templo Zenko, desde el cual tenía una excelente vista de la colina, sin embargo las tropas del clan Kurita, aliados de Tokugawa, mantenían la posición del castillo Asahiyama y amenazaban el flanco derecho de las fuerzas de Kenshin. Las fuerzas de Kurita Kakuju fueron reforzadas por 3,000 elementos del clan Takeda.
Kenshin comenzó entonces a atacar en varias ocasiones el castillo Asahiyama, pero en todas fue repelido. Eventualmente Kenshin dirigió de nuevo a sus tropas a la llanura en contra del ejército principal de Shingen, pero ya que estuvieron frente a frente, decidieron esperar y esperaron por meses hasta que alguno diera el primer paso. Al final, ambos ejércitos firmaron una tregua y se retiraron cada uno a sus dominios para solucionar sus conflictos internos.

## Tercera Batalla
La Tercera Batalla de Kawanakajima tuvo lugar en 1557, cuando Takeda Shingen capturó el castillo Katsurayama. Shingen intentó después tomar el castillo Iiyama, pero se retiró al momento en que las tropas de Kenshin salían de Zenko-ji.

## Cuarta Batalla
La Cuarta Batalla de Kawanakajima dejó grandes bajas en ambos bandos, en porcentaje, fue la más decesos dejó durante todo el período Sengoku, además de que es una de las batallas donde las tácticas desarrolladas son las más interesantes de analizar de todo el periodo.
En septiembre de 1561, Uesugi Kenshin dejó el castillo Kasugayama con un ejército de 18,000 hombres, con la determinación de terminar con Takeda Shingen. Kenshin dejó algunos elementos en Zenko-ji y dirigió a su ejército principal y tomó posiciones en Saijoyama, una montaña al oeste y por encima del castillo Kaizu de Shingen, el cual sólo se encontraba custodiado por 150 samurái. El general al mando del castillo, Kōsaka Masanobu, ideó un sistema de señales de humo con lo que informó a Shingen, quien se encontraba en el castillo Tsutsujigasaki a 130 kilómetros de distancia, de los movimientos de Kenshin.
Shingen salió de Kōfu con 16,000 elementos y se le unieron 4,000 más en su recorrido a través de la Provincia de Shinano, acercándose a Kawanakajima por la rivera oeste de Chikumagawa, manteniendo el río entre él y Saijoyama. Ningún ejército atacó sabiendo que la victoria requeriría del “elemento sorpresa”, e incluso se le permitió a Shingen que entrara a su fortaleza en Kaizu junto con su gun-bugyō (comisionado de armas), Yamamoto Kansuke.
Kōsaka Masanobu salió del castillo con 8,000 hombres, avanzando a través de Saigoyama de noche con la intención de dirigir al ejército de Kenshin hasta la llanura donde Takeda Shingen esperaba con otros 8,000 hombres en una formación kakuyoku o “alas de grulla”. Ya sea por el informe de espías en Kaizu o exploradores en Saijoyama, Kenshin se enteró de las intenciones y dirigió su ejército hacia la llanura. En lugar de huir del ataque de Kōsaka al amanecer, el ejército de Kenshin se movió sigilosamente utilizando pedazos de algodón para aminorar el ruido de las pisadas de los caballos, descendiendo de la montaña. Al comienzo del amanecer, los hombres de Shingen se encontraron con el ejército de Kenshin listo para atacar y no en huida como ellos habían anticipado. 
Las fuerzas de Kenshin atacaron por oleadas en una formación Kuruma Gakari, en la que cada elemento del frente de batalla es reemplazado cuando está cansado o herido. Dirigiendo la avanzada de Kenshin estaba uno de sus “Veintiocho Generales”, Kakizaki Kageie. La unidad montada de Kageie atacó la unidad de Takeda Nobushige, donde este último perdió la vida. Mientras que la formación Kakuyoku aguantó sorpresivamente bien, los comandantes del clan Takeda fueron cayendo uno a uno. Viendo que su plan de “pinzas” había fallado, Yamamoto Kansuke arremetió contra el ejército principal de Kenshin, herido en este encuentro se retiró a una colina cercana y cometió seppuku.
En medio de la batalla Uesugi Kenshin logró llegar hasta el puesto de comando principal del mismo Takeda shingen dando lugar a uno de los combates más famosos de la historia de Japón. Kenshin logró introducirse hasta donde se encontraba Shingen y trató de asestarle varios golpes de espada, Shingen no se encontraba preparado para el duelo por lo que sólo pudo repeler los ataques con su tessen, su abanico de guerra de hierro. Afortunadamente para Shingen uno de sus sirvientes logró herir el caballo de Kenshin con una lanza obligándolo a retirarse.
El ejército principal de Takeda aguantó los embates de Kenshin. Obu Saburohei repelió los ataques de los samuráis de Kageie. Anayama Nobukumi destruyó a Shibata de Echigo y obligó a que las fuerzas principales de Kenshin retrocedieran hasta Chikumigawa.
Mientras tanto, las fuerzas de Kōsaka Masanobu llegaron a lo alto del Saijoyama y no encontraron a las fuerzas de Kenshin, por lo que se apresuraron a bajar de la montaña. Después de una desesperada lucha, pudieron atravesar las líneas defendidas por 3,000 soldados comandados por Amakazu Kagemochi para llegar al auxilio de las fuerzas principales de Takeda. Muchos de los principales comandantes de Shingen, llamados sus “Veinticuatro Generales”, incluyendo a su hermano Takeda Nobushige y a su tío abuelo Murozumi Torasada fueron muertos en el campo de batalla.
Al final, el ejército del clan Uesugi sufrió el 72% de bajas, mientras que el de Takeda un 62%. Las crónicas de esta batalla parecen indicar que Shingen no realizó ningún esfuerzo para detener a Kenshin durante su retirada después de la batalla, quemando el campamento de Saijoyama desde el cual regresaron a Zenko-ji y más tarde a la Provincia de Echigo.

## Quinta Batalla
La Quinta Batalla de Kawanakajima se desarrolló en 1564. Kenshin y Shingen se encontraron para su último enfrentamiento en Kawanakajima, durante el cual sus ejércitos protagonizaron una serie de escaramuzas por 60 días, después de los cuales ambos se retiraron.